# Vojaška pomorska strojna oficirska šola Jugoslovanske ljudske armade
Vojaška pomorska strojna oficirska šola (srbohrvaško Vojnopomorska strojarska oficirska škola; kratica VPSOŠ) je bila vojaško-izobraževalna ustanova za specialistično izobraževanje častnikov, ki je delovala v sestavi Jugoslovanske ljudske armade.

## Zgodovina
Šola je bila ustanovljena leta 1950 med splošno reorganizacijo jugoslovanskega vojaškega šolstva. Izobraževanje je trajalo 24 mesecev.
Leta 1955 so šolo ukinili z namenom organizacije vojaških akademij.